# Dopatriinae
Dopatriinae è una sottotribù, informalmente riconosciuta, di piante angiosperme appartenenti alla famiglia delle Plantaginaceae.

## Etimologia
Il nome della tribù deriva dal suo genere tipo Dopatrium Buch.-Ham. ex Benth., 1835 la cui etimologia potrebbe derivare dalla parola hindi "dopatta", nome di una sciarpa di seta con fili d'oro (dal John Lindley's Edwards' Botanical Register del 1835).

## Descrizione

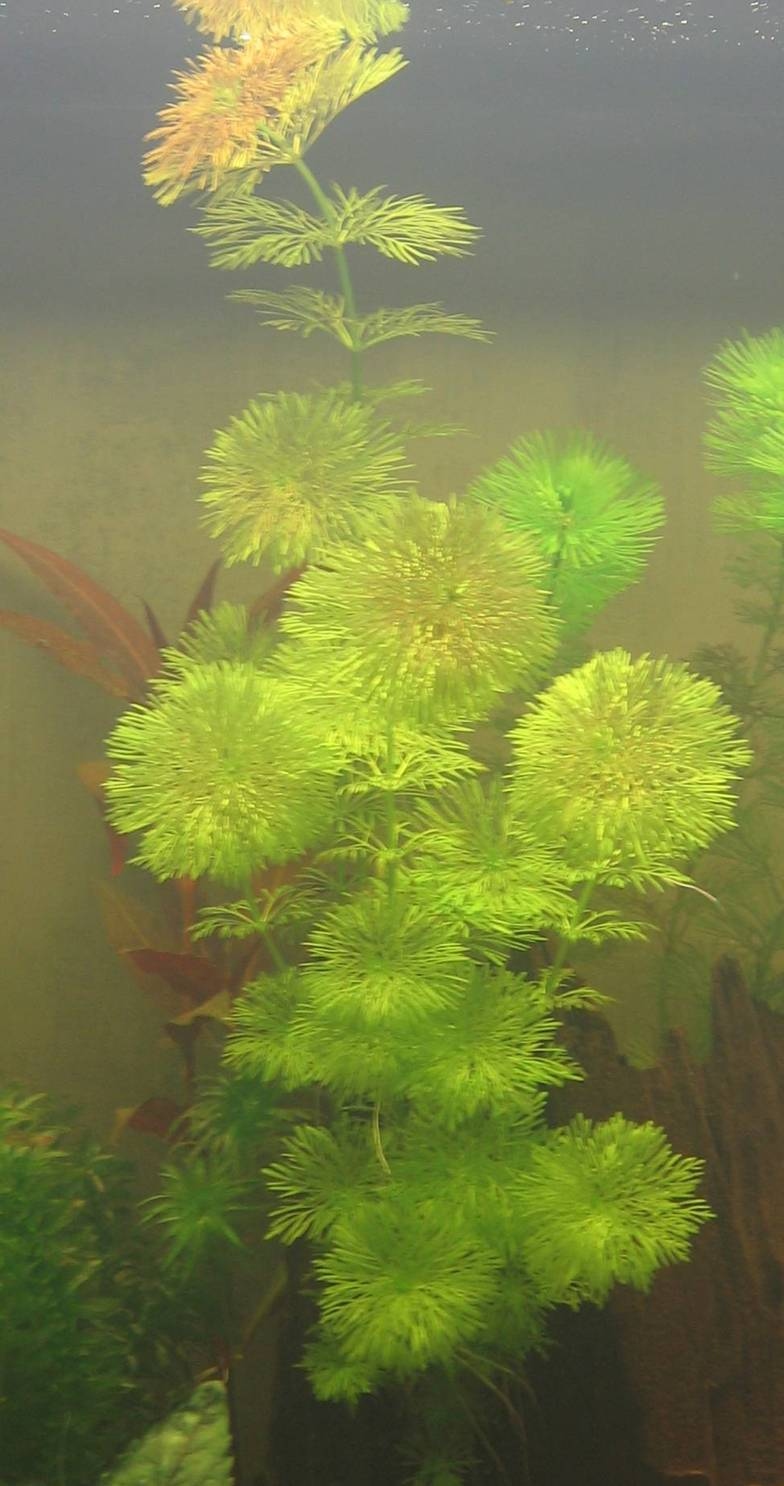
Il portamento
Limnophila sessiliflora

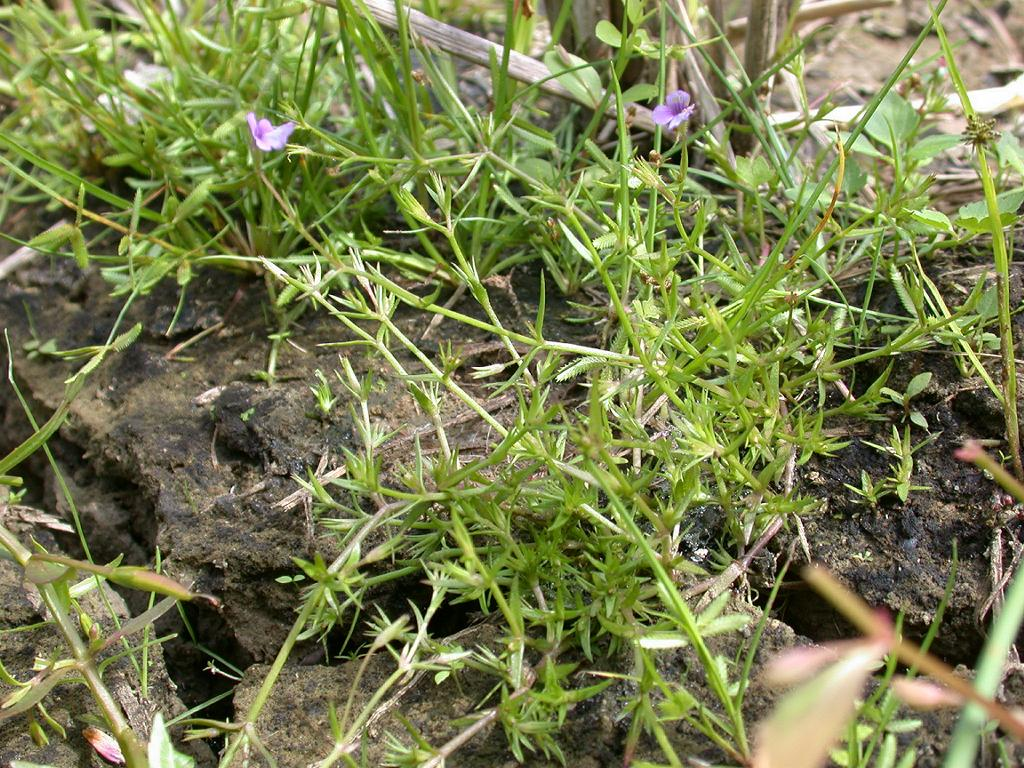
Le foglie
Deinostema violaceum

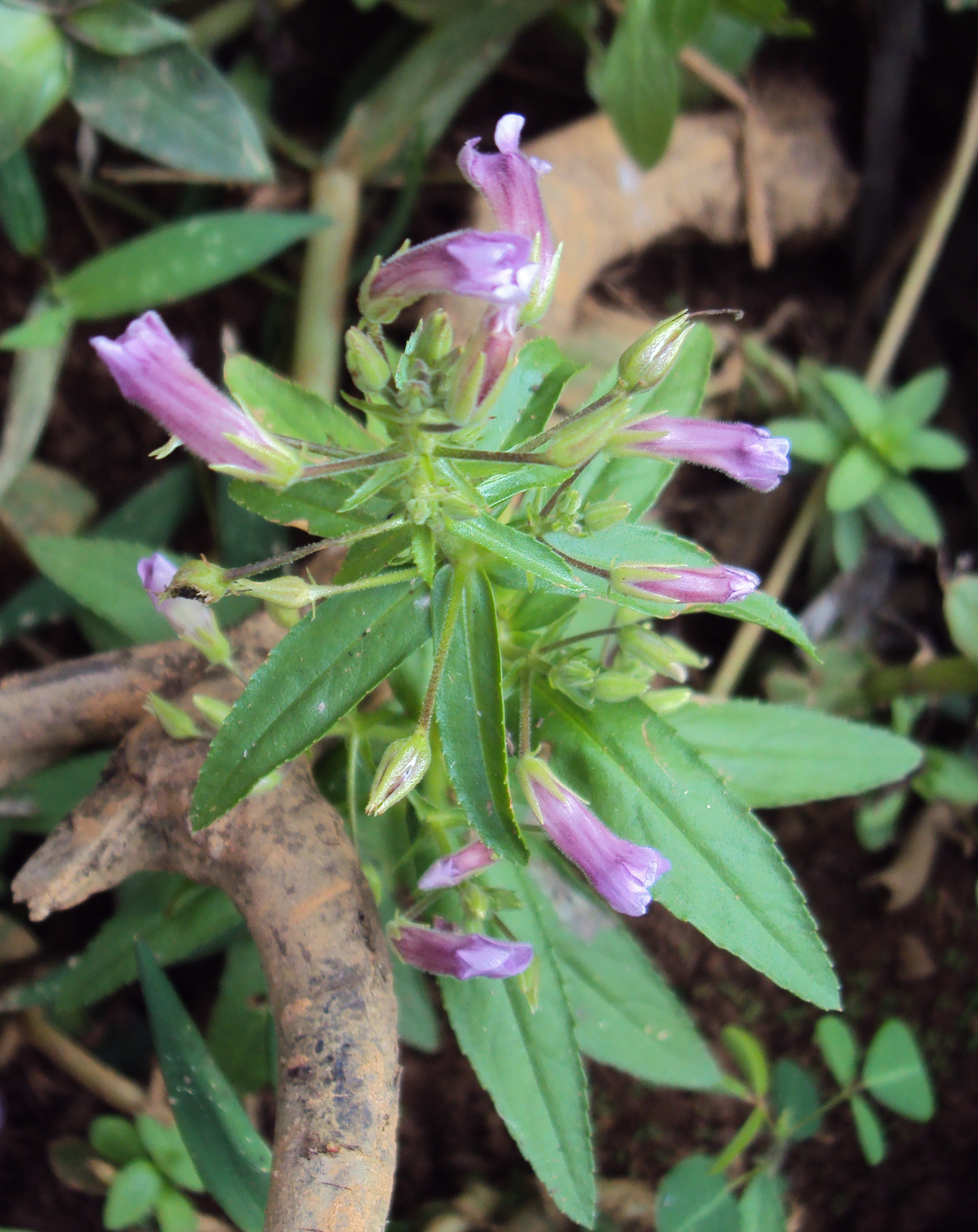
Infiorescenza
Limnophila aromatica

- Il portamento delle specie di questa sottotribù è erbaceo acquatico (o subemergente, solo le infiorescenze sono fuori dall'acqua) annuale (o perenne); raramente sono presenti specie terrestri (Limnophila). La forma biologica prevalente è idrofita natante (I nat), sono piante acquatiche le cui gemme si trovano sommerse o natanti; non presentano radici ancoranti e galleggiano sulla superficie dell'acqua. La superficie di queste piante è glabra oppure ghiandolare-pubescente. Gli steli sono eretti, prostrati o striscianti e arrotondati (a sezione cilindrica) oppure fortemente quadrangolari a causa della presenza di fasci di collenchima posti nei quattro vertici, mentre le quattro facce sono concave.[1][4][5][6][7]
- Le foglie cauline hanno una disposizione opposta, sono sessili ed hanno delle forme da filiformi a lineari-lanceolate o ovoidi. Gli apici sono da acuminati a fortemente ottusi; i bordi sono interi. In Dopatrium e Philcoxia sono presenti delle rosette basali, mentre le foglie cauline sono ridotte. In Hydrotriche il portamento delle foglie è verticillato. In Limnophila sono dimorfiche: quelle subemerse hanno delle forme da laciniate e pennatifide a multifide-capillari; quelle emerse sono sessili o picciolate, a disposizione da opposta a verticillata con forme da lineari-lanceolate a ovoidi con margini da seghettati a pennati.
- Le infiorescenze sono racemose. I fiori in Deinostema (e altri generi) sono sia casmogami (normali fiori impollinati da agenti esterni) che cleistogami; i primi sono pedicellati, gli altri sono sessili. Le bratteole sono assenti.
- I fiori sono ermafroditi, zigomorfi e tetraciclici (ossia formati da 4 verticilli: calice– corolla – androceo – gineceo) e tetrameri (i verticilli del perianzio hanno più o meno 4 elementi ognuno).

- Formula fiorale. Per la famiglia di queste piante viene indicata la seguente formula fiorale:

X o * K (4-5), [C (4) o (2+3), A 2+2 o 2], G (2), capsula.
- Il calice, gamosepalo, è formato da un tubo campanulato terminante con 5 lobi (divisi anche profondamente). I lobi hanno delle forme da lineari-lanceolate a strettamente ottuse; gli apici sono acuminati. I lobi sono di dimensioni subuguali.

- La corolla, gamopetala, è formata da un breve tubo, con forme da tubulari a imbutiformi, terminante con due labbra a lobi patenti e arrotondati. Il labbro inferiore è formato da 3 lobi; quello superiore è formato da 2 lobi e in genere è più piccolo di quello inferiore. Il colore della corolla è purpureo più o meno forte, rosa, violetto o giallo; a volte le gole sono macchiate di violetto.

- L'androceo è formato da 2 stami fertili (4 se si considerano anche gli staminoidi) inclusi nel tubo corollino. Il paio abassiale/adassiale normalmente è ridotto a degli staminoidi (filiformi e minuti oppure clavati) oppure è mancante. I filamenti sono adnati alla corolla (in genere sul lato superiore). Le antere, pelose o glabre (Limophila), hanno due teche separate e parallele oppure sono monoteche (Philcoxia).

- Il gineceo è bicarpellare (sincarpico - formato dall'unione di due carpelli connati). L'ovario è supero ed ha delle forme da conico-ovoidi a globose-ellittiche. Gli ovuli per loculo sono numerosi, hanno un solo tegumento e sono tenuinucellati (con la nocella, stadio primordiale dell'ovulo, ridotta a poche cellule).. Lo stilo ha uno stigma bilobo (4 lobi in Hydrotriche) a anche peltato. Il disco nettarifero è presente.

- I frutti sono delle capsule sferico-compresse con deiscenza loculicida (Deinostema) o da loculicida a setticida (Dopatrium, Limnophila e Philcoxia). I semi hanno la superficie reticolata oppure liscia (Limnophila).

## Riproduzione
- Impollinazione: l'impollinazione avviene tramite insetti (impollinazione entomogama) quali imenotteri, lepidotteri o ditteri o l'acqua (Impollinazione idrogama).[1]
- Riproduzione: la fecondazione avviene fondamentalmente tramite l'impollinazione dei fiori (vedi sopra).
- Dispersione: i semi cadendo nell'acqua sono dispersi soprattutto dalle correnti (disseminazione idrocora).

## Distribuzione e habitat
La distribuzione delle piante di questa sottotribù è prevalentemente africana e asiatica con habitat tropicali acquatici sia temporanei che permanenti, ma anche piscine naturali e risaie.

## Tassonomia
La famiglia di appartenenza di questo gruppo (Plantaginaceae) comprende 113 generi con 1800 specie (oppure secondo altri Autori 114 generi e 2400 specie, o anche 117 generi e 1904 specie o 90 generi e 1900 specie) ed è suddivisa in tre sottofamiglie e oltre una dozzina di tribù. La sottotribù di questa voce appartiene alla sottofamiglia Gratioloideae (tribù Gratioleae).

### Composizione della sottotribù
La sottotribù comprende 5 generi e 57 specie:
| Genere                                 | Numero specie | Distribuzione                                    |
| -------------------------------------- | ------------- | ------------------------------------------------ |
| Deinostema T. Yamaz., 1953             | 2             | Asia orientale                                   |
| Dopatrium Buch.-Ham. ex Benth., 1835   | 12            | Dall'Africa all'India e Vietnam (aree tropicali) |
| Hydrotriche Zucc., 1832                | 4             | Madagascar                                       |
| Limnophila R. Br., 1810                | 36            | Africa e Asia tropicale                          |
| Philcoxia P. Taylor & V.C. Souza, 2000 | 3             | Brasile                                          |

Nota: il genere Ambulia Lam., 1783 in alcuni testi è inserito in questa sottotribù, ma da altri Autori è considerato sinonimo di Limnophila.

### Filogenesi
Questo gruppo, contenente per lo più specie acquatiche, è stato informalmente circoscritto nel 2004. La sottotribù all'interno della tribù Gratioleae, da un punto di vista filogenetico, occupa una posizione abbastanza centrale. In particolare i due generi Dopatrium e Hydrotriche formano un "gruppo fratello" che a sua volta è correlato al genere Limnophila. Sono comunque necessari ulteriori studi per definire meglio la circoscrizione di questo gruppo. In particolare il genere Philcoxia, a causa della sua morfologia altamente specializzata, spesso ha avuto una posizione tassonomica confusa. Inizialmente (Vinícius Souza, 1996) è stato descritto all'interno della famiglia Scrophulariaceae. Successivamente (Peter Taylor, 2000) sono state trovate delle affinità con i generi Gratiola e Dopatrium. Dopo che la filogenesi del APG ha cambiato la circoscrizione delle Scrophulariaceae, Philcoxia è ora all'interno della famiglia Plantaginaceae. Recentemente (E. Fischer, 2004) ha collocato Philcoxia nel gruppo informale Dopatriinae (tribù Gratioleae). Tuttavia studi filogenetici ancora più recenti hanno evidenziato che la correlazione con la sottotribù Dopatriinae non è più così stretta come si aveva ipotizzato in precedenza. Sembra inoltre che il clade di Philcoxia sia "gruppo fratello" della specie Stemodia stellata (tribù Stemodieae - sottofamiglia Gratioloideae).
In ricerche successive alcune specie dei generi Hydrotriche e Limnophila sono risultate essere "gruppo fratello" del genere Gratiola posizionata all'interno della sottotribù Gratiolinae (tribù Gratioleae).

### Specie della flora spontanea italiana
Nella flora spontanee italiana è presente una sola specie (ibrida) di questa sottotribù:
- Limnophila indica (L.) Druce x Limnophila sessiliflora Bl. (Limnofila) - Distribuzione: nel Ferrarese.

Alcune checklist individuano la specie presente in Italia come Limnophila sessiliflora Bl..

## Alcune specie

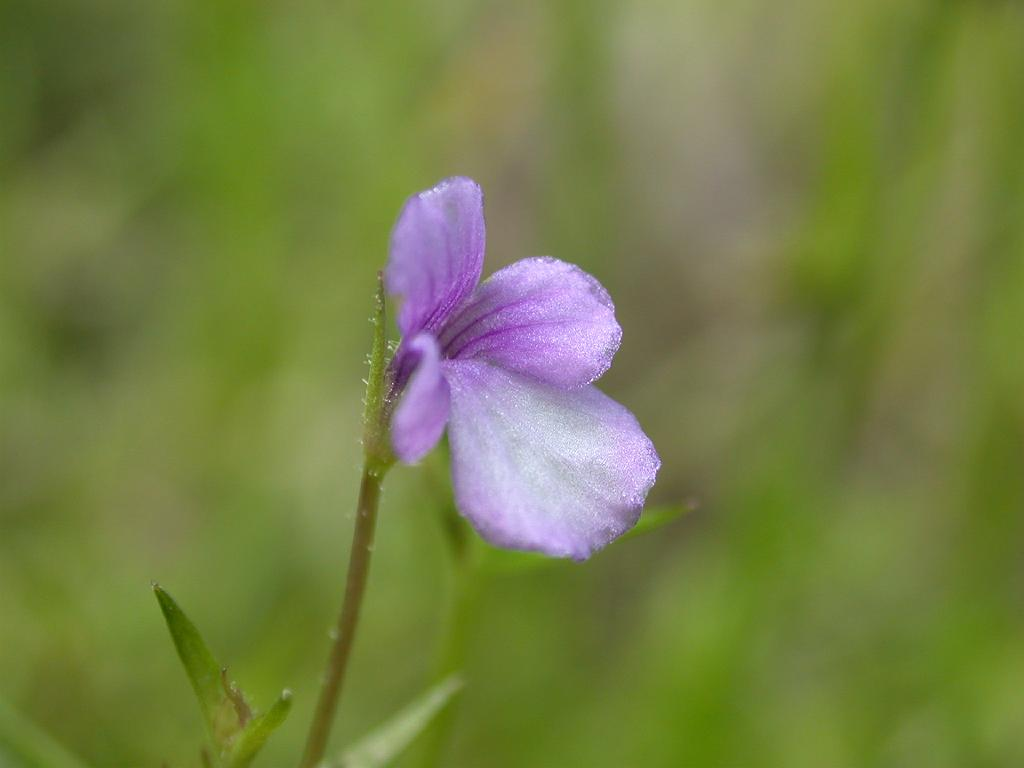
Deinostema violaceum
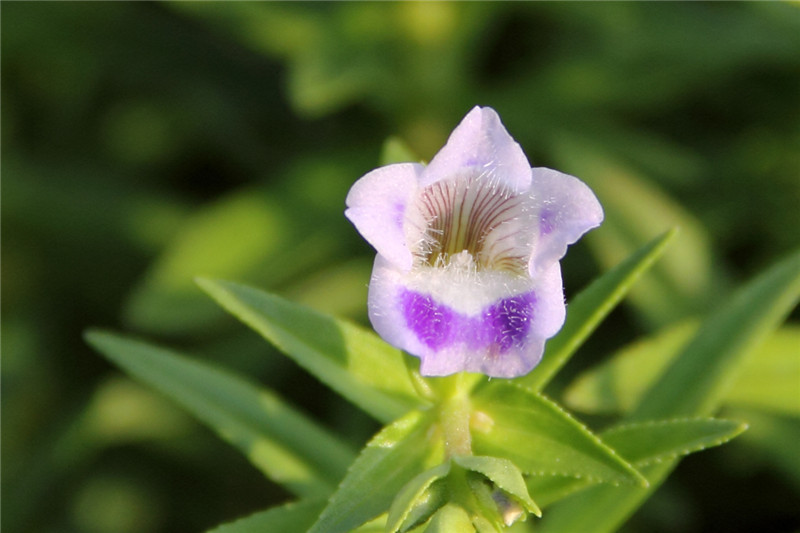
Limnophila heterophylla
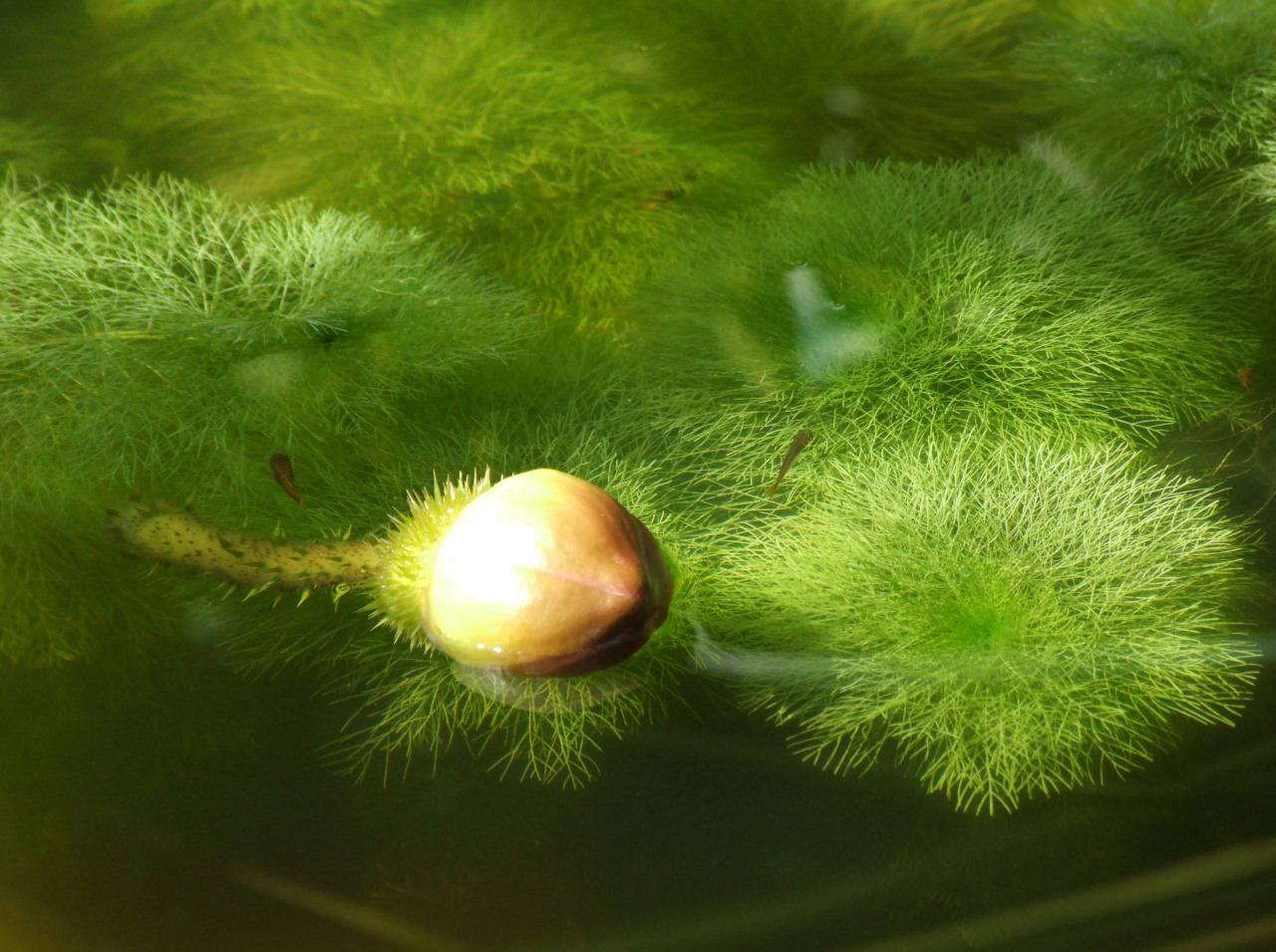
Limnophila aquatica